# Ledemotiv
Ledemotiv (ty. Leitmotiv, fr. motif conducteur) er en kort musikalsk frase, som associerer til stemninger, personer, hændelser, steder osv.
Teknikken blev introduceret af Richard Wagner og anvendes frem for alt i Tristan og Isolde, Nibelungens Ring, Mestersangerne i Nürnberg og Parsifal. Wagner anvendte ledemotivet meget systematisk og opbyggede  operaerne på ledemotiver.
I Nibelungens Ring findes ledemotiv for:
- Valhal
- Frejas skønhed og kærlighed
- Nibelungendværgene
- Siegmund
- Kærligheden mellem Siegfried og Sieglinde
- Hundings rå styrke
- Brünhilde
- Mime (haltende gang)

Wagner mente, at ville man fortolke en novelle igennem opera, måtte man hæfte bestemte ledemotiver på de enkelte personer og steder, så man kunne genkende dem, når man hørte deres ledemotiv. Ledemotivet kunne spilles hurtigere eller langsommere eller med variationer, alt efter de følelser, man ønskede at vække. Ledemotivet kommenterer sangernes sindstilstand, som ville svare til det toneleje en forfatter ville lægge i oplæsningen af sin novelle for at udtrykke en sindstilstand, men som personen ikke nødvendigvis udtrykker åbent. Ledemotiver er også oplagte til at kæde situationer sammen. Musikken går ind og ”kommenterer” operaen og får dermed en vigtig rolle i operaens helhed. Musikken skulle ikke længere ”bare” være smuk og imponerende; den skulle inddrages i det dramatiske forløb og understrege operaens stemning, handling og personernes følelser. 
Teknikken er også brugt af Puccini, Richard Strauss, Jules Massenet og Claude Debussy, og den har været anvendt tidligere.